# Atanasie Sciotnic
Atanasie Sciotnic, né le 1er mars 1942 à Mila 23 et mort le 5 avril 2017, est un kayakiste roumain pratiquant la course en ligne.

## Palmarès

### Jeux olympiques
Atanasie Sciotnic participe aux Jeux olympiques à trois reprises (1964, 1968 et 1972), remportant deux médailles. 
- Jeux olympiques de 1964 à Tokyo :
  -  Médaille de bronze en K-4 1 000 m.

- Jeux olympiques de 1968 à Mexico :
  - 6e en K-2 1 000 m.

- Jeux olympiques de 1972 à Munich :
  -  Médaille d'argent en K-4 1 000 m.

### Championnats du monde
Un total de neuf médailles est remporté par Atanase Sciotnic lors des Championnats du monde de course en ligne, dont quatre en or.
- Championnats du monde de course en ligne de canoë-kayak de 1966 à Berlin-Est :
  -  Médaille d'or en K-2 500 m.
  -  Médaille d'or en K-4 1 000 m.
  -  Médaille d'argent en K-2 500 m.
  -  Médaille de bronze en K-1 4×500 m.

- Championnats du monde de course en ligne de canoë-kayak de 1970 à Copenhague :
  -  Médaille d'argent en K-2 500 m.

- Championnats du monde de course en ligne de canoë-kayak de 1971 à Belgrade :
  -  Médaille d'or en K-4 10 000 m.

- Championnats du monde de course en ligne de canoë-kayak de 1973 à Tampere :
  -  Médaille de bronze en K-1 4×500 m.
  -  Médaille de bronze en K-4 10 000 m.

- Championnats du monde de course en ligne de canoë-kayak de 1974 à Mexico :
  -  Médaille d'or en K-1 4×500 m.